# Jeremy Zucker
Jeremy Zucker (nascido em 3 de março de 1996) é um cantor e compositor americano, mais conhecido por suas canções "comethru", "you were good to me" e "all the kids are depressed". Desde que começou a postar músicas em 2015, Zucker lançou vários EPs e dois álbuns completos, love is not dying (2020) e CRUSHER (2021).

## Biografia
Originalmente de Franklin Lakes, Nova Jersey, Zucker foi criado em uma casa musical com seus pais e dois irmãos mais velhos. Enquanto estudante na Ramapo High School, ele começou a fazer música em seu quarto e mais tarde se tornou parte de uma banda chamada “Foreshadows”. Depois de se formar no ensino médio, ele frequentou o Colorado College, onde se formou em 2018 em biologia molecular. Antes de produzir sua própria música, ele disse à Billboard em uma entrevista que seu primeiro emprego foi instrutor de snowboard em uma montanha de esqui (mais tarde se tornando instrutor de esqui).

## Carreira
Em 2015, Zucker lançou "Beach Island". Este EP é o registro musical mais antigo que Zucker tem em suas plataformas. Ele lançou seu segundo EP de estúdio "Breathe", contendo o hit "'Bout It" em dezembro de 2016. Em 2017, Zucker lançou seu EP "Motions", com a música "Heavy", que mais tarde o artista de gravação blackbear remixou em "Make Daddy Proud", e incluiu em seu próprio LP Digital Druglord cinco meses depois. Zucker e blackbear mais tarde colaboraram no single "talk is overrated" no EP de Zucker "idle ", lançado em 2017. Zucker lançou o EP "despojado". em fevereiro de 2018, depois o EP intitulado "glisten", em maio de 2018. Em setembro de 2018, Zucker lançou o EP "summer", que contém a conhecida música "comethru" de Zucker. "comethru" é uma resposta à maneira como Zucker se sentiu depois de se formar na faculdade em maio de 2018 e voltar para casa em Nova Jersey, na mesma casa onde Zucker cresceu. Também está no EP “thinking 2 much”, uma colaboração com o cantor Eden. Em 2019, Zucker colaborou com a amiga e colega cantora e compositora Chelsea Cutler para lançar uma música chamada "you were good to me". Esta música foi o single principal antes do lançamento de seu primeiro EP colaborativo intitulado "brent", lançado em 19 de abril de 2019. Antes dessa colaboração, Zucker havia trabalhado com Cutler uma vez antes em uma música intitulada "better off", que foi lançada com seu EP "glisten" e teve algum sucesso.
Em 26 de julho de 2019, Zucker lançou "oh, mexico", que mais tarde seria o primeiro single de seu álbum de estreia "love is not dying". O segundo single, "always, i'll care", foi lançado em 7 de fevereiro de 2020. Um videoclipe para a música foi lançado no mesmo dia. O terceiro single do álbum, "not ur friend", foi lançado em 28 de fevereiro de 2020. O quarto single, "julia", foi lançado em 24 de março de 2020. "love is not dying" foi lançado em 17 de abril de 2020. O álbum é uma coleção autobiográfica de músicas que foram gravadas no Brooklyn durante o segundo semestre de 2019. Em 24 de julho de 2020, Zucker lançou seu single "supercuts". Antes de 2021, ele lançou com Claire Rosinkranz uma nova versão de sua música "Backyard Boy", e "Nothing's The Same" com Alexander 23.
Em 15 de janeiro de 2021, Zucker e Chelsea Cutler lançaram a música "This is how you fall in love" de seu segundo EP. Zucker e Cutler se apresentaram em um show ao vivo chamado "brent: live on the internet", onde eles apresentarão "brent ii" e se unirão novamente para algumas músicas de "brent". Em 5 de fevereiro de 2021, ele lançou seu último EP com Chelsea Cutler intitulado "brent ii", composto por 5 músicas e servindo como sequência de seu primeiro EP juntos "brent". brent ii consiste nas músicas "é assim que você se apaixona", "parent song", "emily", "brooklyn boy" e "the stars".
No verão de 2021, Zucker lançou as músicas "18" em 24 de junho de 2021, "HONEST" em 23 de julho de 2021, "Cry with you" em 20 de agosto de 2021 e "Therapist" em 17 de setembro de 2021 como singles para seu segundo álbum "CRUSHER", que foi lançado em 1º de outubro de 2021.

## Influências
Zucker citou Blink-182, Jon Bellion, blackbear, Eden, Bon Iver, Mac Miller e Wet como algumas de suas influências musicais.
Sua música é descrita como "uma fusão de batidas arejadas orgânicas, paisagens sonoras exuberantes no estilo de trilha sonora e lirismo digno de tumblr". Zucker se descreve como um "introvertido social".

#### Remixes
- 2018: Atoms – Said the Sky Remix (RL Grime com Jeremy Zucker, Said The Sky)
- 2018: Talk Is Overrated [manila killa remix] (Jeremy Zucker com blackbear, Manila Killa)
- 2018: Better Off [filous Remix] (Jeremy Zucker com Chelsea Cutler, filousa)
- 2020: You Were Good to Me [remix de shallou] (Jeremy Zucker com Chelsea Cutler, Shallou)

## Créditos de composição
| Título                  | Ano  | Artista(s)         | Álbum                   |
| ----------------------- | ---- | ------------------ | ----------------------- |
| "make daddy proud"      | 2017 | blackbear          | digital druglord        |
| "Holding Hands"         | 2019 | Quinn XCII, Elohim | From Michigan With Love |
| "Finding The Way"       | 2020 | Jonny Sum          |                         |
| "Not Ur Friend (Cover)" | 2022 | Carla Franco       | Chapter I               |

## Créditos de produção
| Título             | Ano  | Artista(s)       | Álbum            |
| ------------------ | ---- | ---------------- | ---------------- |
| "make daddy proud" | 2017 | blackbear        | digital druglord |
| "Lady by the Sea"  | 2020 | Stephen Sanchez  |                  |
| "New Things"       | 2022 | Natasha Hunt Lee |                  |

## Turnês

### Manchete
- Tour Is Overrated (2017)
- Anything, Anywhere Tour (2018-2019)[25]
- Love Is Not Dying Tour (2020) cancelado devido à pandemia COVID-19.[26]
- MORE NOISE!!!! Tour (2021-2022)[27]

### Transmissão ao vivo
- Brent: Live On The Internet (2021; com Chelsea Cutler) mudanças devido à pandemia COVID-19.[28]

### Suporte
- I Met You When I Was 18 World Tour (2018; para Lauv; nos Estados Unidos)[29]
- ~ How I'm Feeling ~ Tour (2020; para Lauv; na Austrália, Nova Zelândia, Indonésia) cancelado devido à pandemia COVID-19pandemia COVID-19.[30]